# Cerro Tortuguero
El volcán Tortuguero, también llamado Cerro Tortuguero, es un volcán extinto localizado 5,5 km al noroeste del pueblo de Tortuguero y dentro del Parque nacional Tortuguero.

## Toponimia
Comparte el nombre con la localidad próxima y el parque nacional.

## Aspectos físicos
Cono piroclástico, con uno de sus lados destruidos durante la construcción de los canales de Tortuguero.

## Actividades socioeconómicas
El volcán se puede apreciar desde las áreas turísticas del pueblo de Tortuguero, en el pasado era permitido el ascenso a su cima.